# Laimjala (Landgemeinde)
Laimjala (deutsch: Laimjall) ist eine ehemalige Landgemeinde im estnischen Kreis Saare mit einer Fläche von 116 km². Sie hatte 932 Einwohner (Stand: 1. Juni 2003). 2017 fusionierten alle Gemeinden auf Saaremaa zur neuen Landgemeinde Saaremaa.
Laimjala lag im Osten der Insel Saaremaa. Neben dem gleichnamigen Hauptort gehörten zur Landgemeinde die Dörfer Aaviku, Asva, Audla, Jõe, Käo, Kahtla, Kapra, Kingli, Kõiguste, Laheküla, Mägi-Kurdla, Mustla, Nõmme, Pahavalla, Paju-Kurdla, Randvere, Rannaküla, Ridala, Ruhve, Saareküla, Saaremetsa, Üüvere und Viltina.
Die Gemeinde war sehr waldarm. Die Landschaft wurde vom Wacholder geprägt. In der reichhaltigen Fauna fanden sich Elche, Wildschweine und Rehe. Vor der Küste lagen zahlreiche kleine Inselchen.

## Persönlichkeiten
- Vassili Mölder (1878–1943), Schriftsteller und Politiker